# Сандерс, Крис
Кристофер Майкл «Крис» Сандерс (англ. Christopher Michael «Chris» Sanders; род. 12 марта 1962, Колорадо-Спрингс, Колорадо, США) — американский аниматор и режиссёр, славу которому принесли мультфильмы «Лило и Стич» и «Как приручить дракона». Также известен как актёр озвучивания, сценарист и продюсер.

## Биография
Крис Сандерс родился и вырос в Колорадо-Спрингс, штат Колорадо. В 10 лет влюбился в анимацию после просмотра короткометражек Уорда Кимбалла «Удивительный мир Диснея». Он начал рисовать, бабушка рассказала об анимационной программе в школе, которая помогла ему поступить в California Institute of the Arts. Окончив институт в 1984 году, он поступил на работу в Marvel Comics. Помогал рисовать персонажей для детского шоу. В 1987 году перешёл в Disney, работал в отделе «визуального» развития. Сделал незначительные работы для The Rescuers Down Under (1990). Сандерс прорвался к вершинам диснеевской анимации благодаря вкладу в работу мультфильма «Красавица и Чудовище» (1991) и «Король лев» (1994). Он также помог написать диснеевский хит «Мулан» (1998). Эта работа позволила Сандерсу стать режиссёром и сценаристом проекта «Лило и Стич» (2002), принёсший ему впоследствии авторитет и славу и за который он был номинирован на премию «Оскар» в номинации «Лучший анимационный полнометражный фильм». В 2006 году снят с должности руководителя проекта «Американская собака» Джоном Лассетером после назначения последнего на пост продюсера (у него были разногласия с Сандерсом). В итоге сюжет был полностью переделан, а новым режиссёром назначен Крис Уильямс, а фильм назван «Вольт». В марте 2007 года Сандерс перешёл в DreamWorks Animation. В сентябре 2008 года стало известно, что Крис Сандерс и Дин Деблуа (его соавтор и сорежиссёр по «Лило и Стич») назначены режиссёрами мультфильма «Как приручить дракона».

## Фильмография

### Режиссёр
- 2002 — «Лило и Стич» / Lilo & Stitch
- 2003 — «Лило и Стич 3» (видео) / Lilo & Stitch’s Island of Adventures
- 2010 — «Как приручить дракона» / How to Train Your Dragon
- 2013 — «Семейка Крудс» / The Croods
- 2020 — «Зов предков» / The Call of the Wild
- 2024 — «Дикий робот» / The Wild robot

### Сценарист
- 1991 — «Красавица и Чудовище» / Beauty and the Beast (сюжет)
- 1994 — «Король Лев» / The Lion King (сюжет)
- 1998 — «Мулан» / Mulan (сюжет)
- 2002 — «Лило и Стич» / Lilo & Stitch
- 2010 — «Как приручить дракона» / How to Train Your Dragon
- 2013 — «Семейка Крудс» / The Croods

### Продюсер
- 2014 — «Как приручить дракона 2» / How to Train Your Dragon 2

### Актёр
Озвучил Стича во всех фильмах и сериалах, где тот появился.

## Награды и номинации
| Премия | Год  | Фильм                 | Категория                                | Результат |
| ------ | ---- | --------------------- | ---------------------------------------- | --------- |
| Оскар  | 2003 | Лило и Стич           | Лучший анимационный полнометражный фильм | Номинация |
| Оскар  | 2011 | Как приручить дракона | Лучший анимационный полнометражный фильм | Номинация |
| Оскар  | 2014 | Семейка Крудс         | Лучший анимационный полнометражный фильм | Номинация |
| Оскар  | 2025 | Дикий робот           | Лучший анимационный полнометражный фильм | Номинация |
| Энни   | 1998 | Мулан                 | Лучший сценарий                          | Победа    |
| Энни   | 1998 | Мулан                 | Лучшая раскадровка                       | Победа    |
| Энни   | 2011 | Как приручить дракона | Лучшая режиссура                         | Победа    |
| Энни   | 2011 | Как приручить дракона | Лучший сценарий                          | Победа    |
| Энни   | 2025 | Дикий робот           | Лучшая режиссура                         | Победа    |